# Summertime '06
Summertime '06 je debutové studiové album amerického rappera Vince Staplese. Album bylo nahráno u labelů ARTium Recordings a Def Jam Recordings, a vydáno 30. června 2015. Album téměř celé produkoval producent No I.D. Setkalo se s úspěchem především u hudebních kritiků.

## O albu
Když Staples oznámil práci na svém debutovém albu, uvedl, že se bude jednat o pokračování projektu Hell Can Wait EP, který vydal v roce 2014. Dále prozradil, že album bude popisovat jeho vlastní zážitky z léta 2006, když mu bylo třináct let. Odtud i název alba.
Jedná se o dvojalbum; seznam písní byl zveřejněn v červnu 2015.
Dne 21. června 2015 bylo album zveřejněno ke streamování na rádiu NPR.

### Singly
V květnu 2015 byl vydán první singl, píseň "Señorita". V červnu poté druhý singl "Get Paid" (ft. Desi Mo). Ani jeden singl v hlavních hitparádách nezabodoval.

## Po vydání
V prodeji album debutovalo na 39. příčce žebříčku Billboard 200 se 14 000 prodanými kusy v první týden prodeje v USA.

## Seznam skladeb
| Disk 1         | Disk 1                                | Disk 1                 | Disk 1 |
| Pořadí         | Název                                 | Hudba                  | Délka  |
| -------------- | ------------------------------------- | ---------------------- | ------ |
| 1.             | Ramona Park Legend, Pt. 1             | No I.D.                | 0:36   |
| 2.             | Lift Me Up                            | No I.D., DJ Dahi       | 4:31   |
| 3.             | Norf Norf                             | Clams Casino           | 3:03   |
| 4.             | Birds & Bees (ft. Daley)              | DJ Dahi                | 2:41   |
| 5.             | Loca                                  | No I.D.                | 2:41   |
| 6.             | Lemme Know (ft. Jhené Aiko & DJ Dahi) | DJ Dahi, No I.D., Kidd | 3:41   |
| 7.             | Dopeman (ft. Joey Fatts & Kilo Kish)  | No I.D.                | 1:53   |
| 8.             | Jump Off the Roof (ft. Snoh Aalegra)  | No I.D.                | 3:44   |
| 9.             | Señorita                              | Christian Rich         | 3:07   |
| 10.            | Summertime                            | Clams Casino           | 4:19   |
| Celková délka: | Celková délka:                        | Celková délka:         | 30:16  |

| Disk 2         | Disk 2                                                 | Disk 2                 | Disk 2 |
| Pořadí         | Název                                                  | Hudba                  | Délka  |
| -------------- | ------------------------------------------------------ | ---------------------- | ------ |
| 1.             | Ramona Park Legend, Pt. 2                              | No I.D.                | 1:27   |
| 2.             | 3230                                                   | No I.D.                | 2:52   |
| 3.             | Surf (ft. Kilo Kish)                                   | Clams Casino           | 2:33   |
| 4.             | Might Be Wrong (ft. Haneef Talib aka GeNNo & eeeeeeee) | No I.D.                | 3:59   |
| 5.             | Get Paid (ft. Desi Mo)                                 | No I.D.                | 3:12   |
| 6.             | Street Punks                                           | No I.D.                | 3:06   |
| 7.             | Hang 'N' Bang (ft. A$ton Matthews)                     | No I.D.                | 2:06   |
| 8.             | C.N.B.                                                 | No I.D., DJ Dahi, Kidd | 4:13   |
| 9.             | Like It Is                                             | No I.D., DJ Dahi, Kidd | 4:36   |
| 10.            | '06                                                    | No I.D.                | 0:47   |
| Celková délka: | Celková délka:                                         | Celková délka:         | 28:48  |